# Ententa Bałtycka

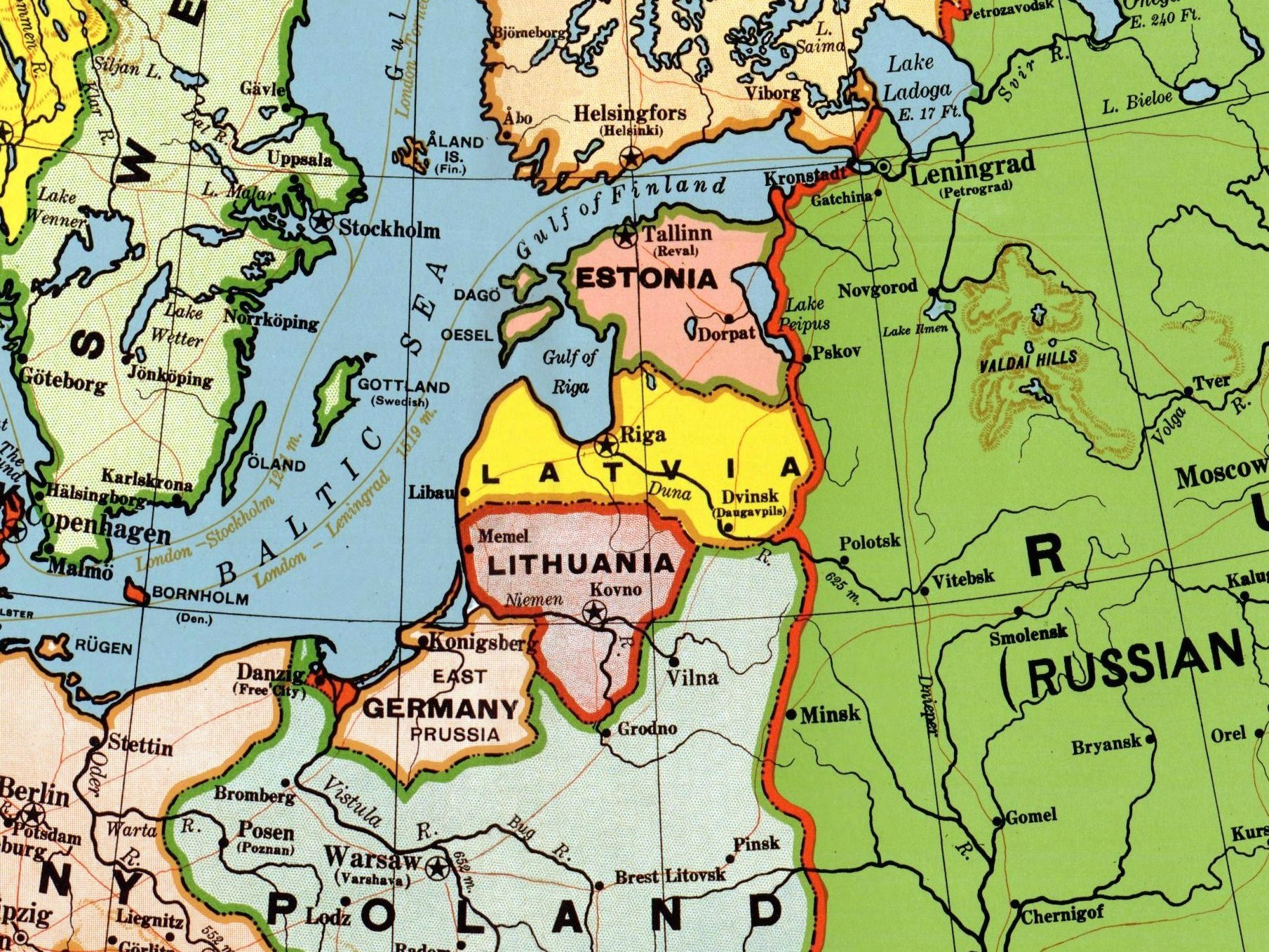
Państwa członkowskie Ententy Bałtyckiej

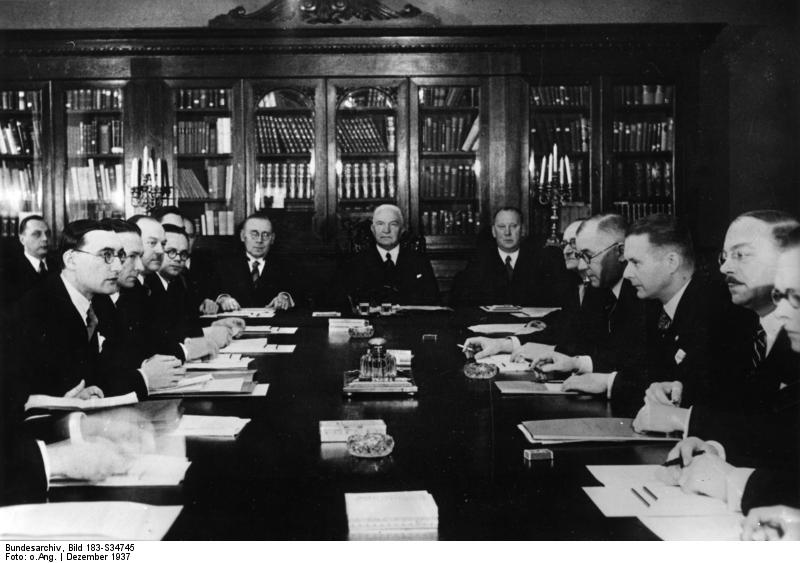
Spotkanie ministrów spraw zagranicznych Ententy Bałtyckiej, 1937

Ententa Bałtycka – międzypaństwowy sojusz Litwy, Łotwy i Estonii, zawarty na mocy traktatu o porozumieniu i współpracy 12 września 1934 roku w Genewie i funkcjonujący do 1940 roku. Powstał w celu prowadzenia wspólnej jednolitej polityki zagranicznej i obronnej państw członkowskich.

## Historia
Już po 1918 roku poczyniono działania dążące do powołania sojuszu (związek bałtycki) państw obejmujących Estonię, Finlandię, Litwę, Łotwę i Polskę, który miał stanowić zaporę przeciwko ewentualnej agresji ZSRR, a w późniejszym okresie również III Rzeszy. W 1923 roku Estonia i Łotwa podpisały dwustronny układ obronny, odnowiony w 1934 roku. W tym samym roku do sojuszu przyłączyła się także Litwa. Działania Ententy Bałtyckiej koordynowane były poprzez spotkania ministrów spraw zagranicznych państw członkowskich, które odbywały się dwa razy w roku. Wyrazem tej współpracy stało się m.in. reprezentowanie trzech państw Bałtyckiej Ententy przez wspólnego delegata na konferencjach międzynarodowych. Wspólne działania rozwijano także na gruncie ekonomicznym i kulturalnym.
W 1938 roku, w dobie niepewnej sytuacji politycznej poprzedzającej wybuch II wojny światowej, państwa Bałtyckiej Ententy ogłosiły neutralność. Sojusz zlikwidowano w 1940 roku po włączeniu tych krajów do radzieckiej strefy wpływów.
Sojusz został odnowiony i rozszerzony w 1990 pod nazwą Rada Bałtycka.